# .is
.is és el domini territorial de primer nivell (ccTLD) d'Islàndia. El codi deriva de les dues primeres lletres de la paraula Ísland, que és el mot amb el que es defineix Islàndia en islandès. El registre del domini .is és obert a tothom, tant privats com empreses, sense restriccions especials.
El domini .is més antic és hi.is, que és el domini de la Universitat d'Islàndia. Aquest fou registrat l'11 de desembre de 1986, cosa que el fa un dels dominis registrats més vells de la història.
Segons un estudi de l'empresa McAfee, anomenat Mapping the Mal Web, el .is és considerat un dels 10 dominis de primer nivell més segurs del món en els anys 2007, 2008, 2009 i 2010, últim any en què es van fer tals estudis. A setembre de 2012 hi havia uns 40000 dominis .is registrats.

## Jocs de paraules amb el domini
Existeixen molts jocs de paraules fets amb el domini .is i el mot de l'anglès is (és, del verb ser en català). Els exemples més coneguts són "who.is" (qui és), "this.is" (això és), "she.is" (ella és), "he.is" (ell és), "time.is" (hora és), etcètera. A més, igual que passa amb molts altres dominis de primer nivell, els .is s'utilitzen per a mots acabats en "is".